# 徐中楷
徐中楷（1944年12月—），男，籍贯河南，生于安徽界首，中华人民共和国外交官，罗马尼亚语资深翻译家。

## 生平
1973年，毕业于北京外国语学院东欧语系罗马尼亚语专业，进入中华人民共和国外交部工作，任驻罗马尼亚大使馆随员。1980年，赴外交学院学习英语。1983年，任驻罗马尼亚大使馆三等秘书。1985年，任驻康斯坦察总领事馆副领事，后升任领事。1988年，任外交部干部司二等秘书，后升任一等秘书。1993年，任驻罗马尼亚大使馆一等秘书，后升任参赞。1996年3月，出任中华人民共和国驻康斯坦察总领事。1998年，任外交部欧亚司参赞。2002年1月，出任中华人民共和国驻摩尔多瓦大使。2005年10月，自驻摩尔多瓦大使离任。
他被中国翻译协会评为“资深翻译家”，2011年受到表彰。

## 家庭
已婚，有二子。

## 荣誉
- 荣誉勋章（2005年）-促进摩中两国人民相互了解和友好交流[4]。